# Elisabeth Hunaeus
Elisabeth Hunaeus (* 24. September 1893 in Saarbrücken; † 5. Juni 1973 in Garmisch-Partenkirchen) war eine deutsche Jugendleiterin, Pädagogin und Schulgründerin.

## Leben und Wirken
Edith Maria Agnes Elisabeth war das älteste von zwei Kindern des preußischen Generalmajors Wilhelm Hunaeus und dessen Ehefrau Marie, geborene Rohrmann. Bedingt durch die berufliche Laufbahn des Vaters wechselte die Familie öfter die Wohnorte. Nach ihren Ausbildungen zur Kindergärtnerin am „Evangelischen Fröbelseminar“ in Kassel und zur Jugendleiterin am „Pestalozzi-Fröbel Haus II“ in Berlin, leitete Elisabeth Hunaeus in den Jahren 1918/19 das staatlich anerkannte Kindergartenseminar des Nationalen Frauendienstes in Posen, 1919 bis 1921 das Kindergärtnerinnenseminar in Quedlinburg und 1924 die „Elisabeth-Anstalt“ zur Erziehung verwahrloster Mädchen in Mühlhausen. Danach wurde sie Erziehungsleiterin der Aktion „Stadtkinder aufs Land“ in der von der Landesversicherungsanstalt in Bad Gottleuba eingerichteten Kinderkolonie.

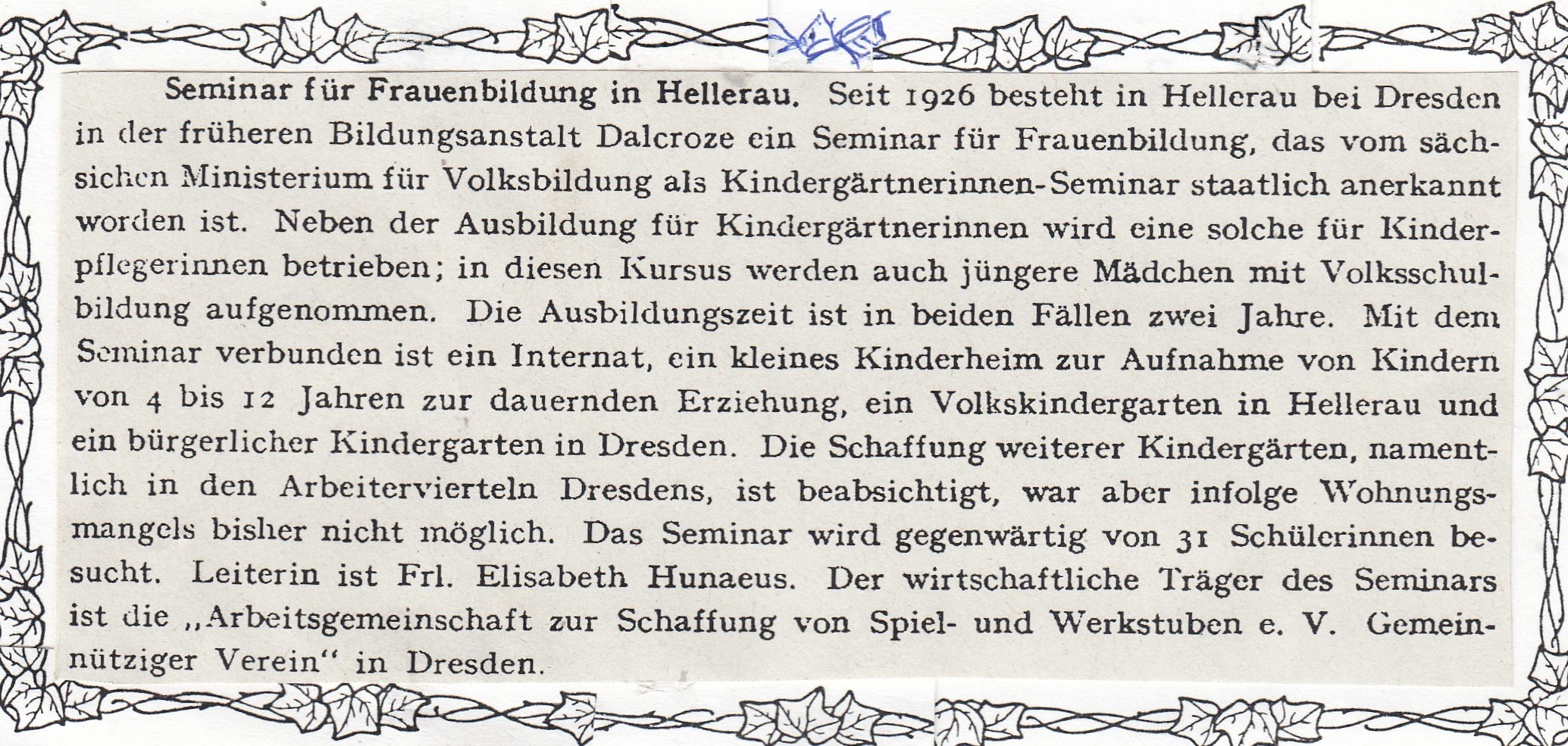
Werbeanzeige für das Seminar für Frauenbildung in Hellerau bei Dresden (1927); archiviert im Ida-Seele-Archiv

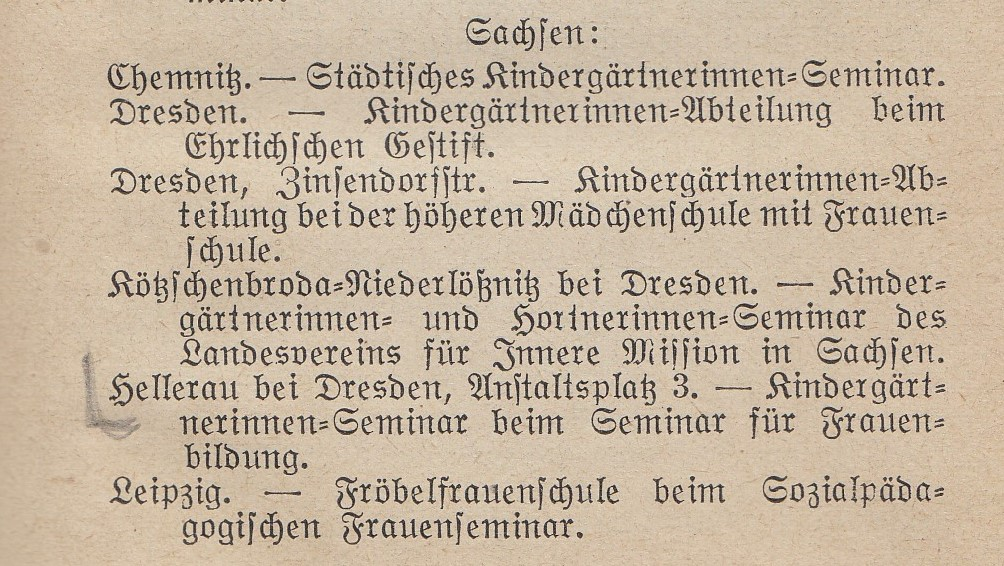
Liste der in Sachsen ansässigen Frauenschulen mit Kindergärtnerinnenlehrgängen; archiviert im Ida-Seele-Archiv

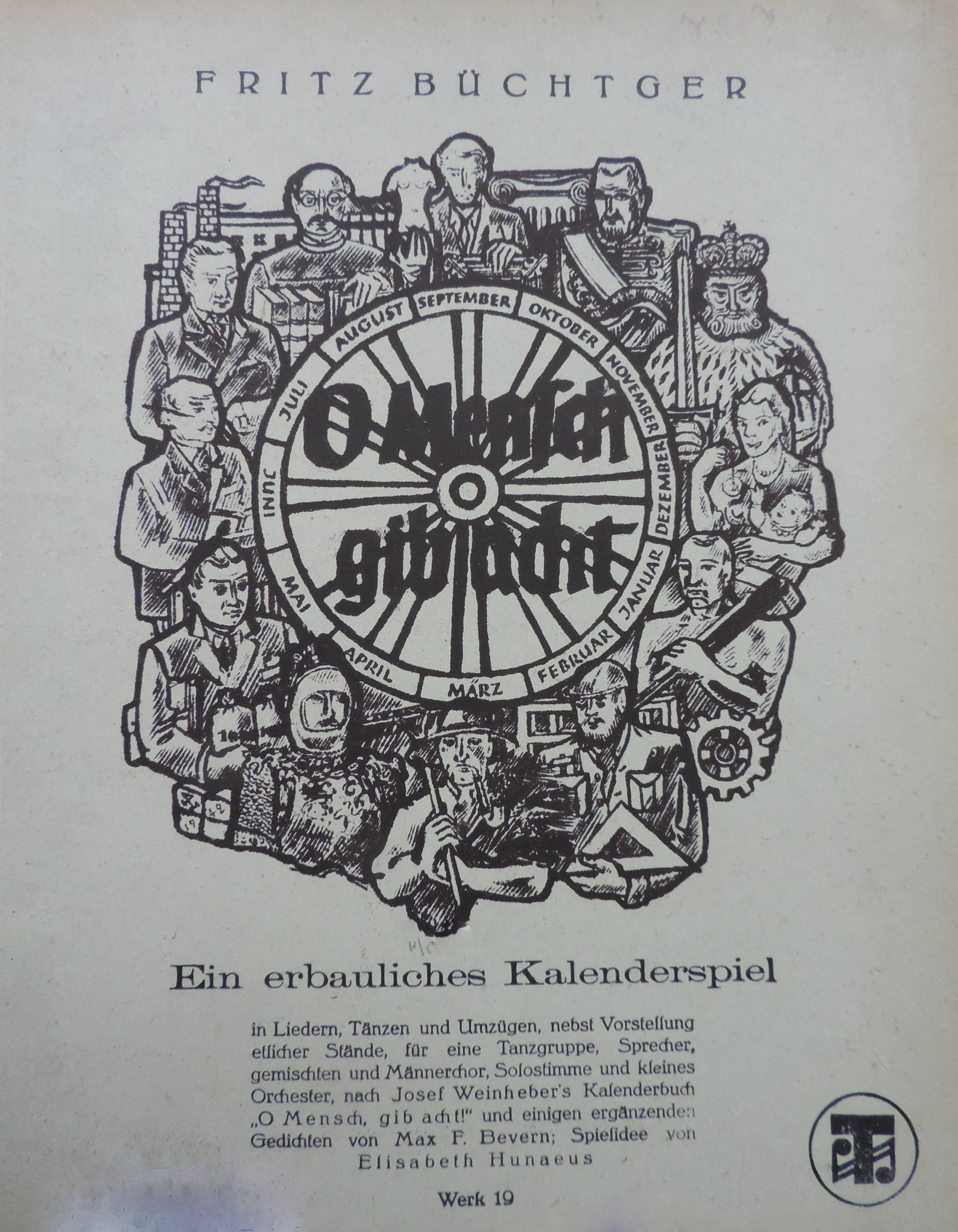
O Mensch gib acht. ein erbauliches Kalenderspiel; archiviert im Ida-Seele-Archiv

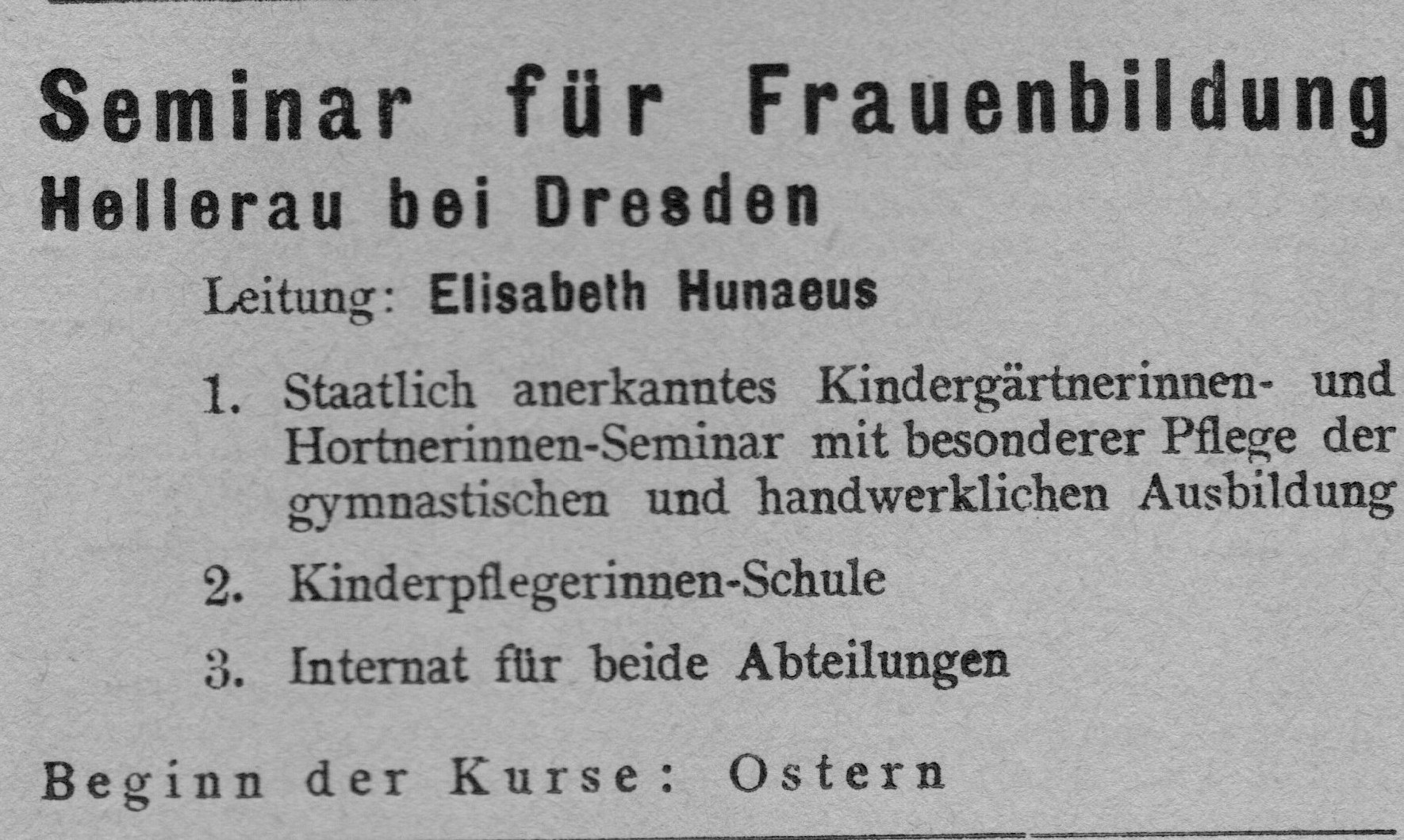
Werbeanzeige (1933); archiviert im Ida-Seele-Archiv

Elisabeth Hunaeus gründete 1926 in Hellerau bei Dresden eine umfassende Ausbildungsstätte für das weibliche Geschlecht, das sie „Seminar für Frauenbildung“ nannte. Dieses umfasste eine Kindergärtnerinnen- und Hortnerinnenschule, ein Kinderpflegerinnenseminar, ein Internat für die Seminaristinnen und ein kleines Kinderheim mit 15 Plätzen. Die Schülerinnen der sozialpädagogischen Schulen  „erhielten eine Ausbildung, die eine Förderung des Kreativ-Künstlerischen wie Praktisch-Handwerklichen vorsah. Der obligatorische wissenschaftliche Unterricht war nicht ausgespart. Ebenso wurde Wert auf die Rhythmisierung des Lebens durch das Hervorheben von Festen, Spiel und Tanz gelegt“. Anlässlich des 10-jährigen Jubiläums ihres Seminars resümierte  Hunaeus im Festvortrag über die Ausbildung:
„Die Montessori-Methode arbeitet zu viel mit mathematischen Formen, die als ein Fertiges und Starres dem Wesen kleine Kinder nicht dienen können. Auch in den Bausteinen, Falt- und Konstruktionsspielen Friedrich Fröbels überwiegen abstrakte Formen zu sehr. Dagegen beziehen wir andere wichtige Hinweise der Pädagogik Friedrich Fröbels in unsere Arbeit ein. Das sind meine Vorschläge für die Musikpflege, Sprachgestaltung, Bewegungsspiel und Gymnastik mit Kleinkindern; Erziehung zu Pflanzen- und Tierpflege und vielseitige Betätigung des kindlichen Spiels- und Basteltriebes... Der eigentlich künstlerischen Erziehung dient dann im Besonderen der Unterricht im Zeichnen, Werk- und Gartenarbeit, Gymnastik, Volkstanz und Laienspiel. Wir haben den letztgenannten Fächern in unserem Stundenplan von Anfang an wesentlich mehr Stunden eingeräumt, als es an anderen Kindergärtnerinnen-Seminaren üblich war, denn wer formend auf andere Menschen wirken will, in dem müssen zunächst selbst die schöpferischen Fähigkeiten entwickelt werden“
Im Spätsommer 1933 übersiedelte die Bildungsinstitution nach Boxdorf bei Dresden. Als Anhängerin der Anthroposophie scheute sich die Schulleiterin nicht „das Risiko, politisch oder rassisch diskriminierten Schülerinnen den Besuch ihrer Schule zu ermöglichen“. Somit war die Bildungsinstitution Repressionsmaßnahmen durch die Nazis ausgesetzt, worauf Hunaeus ihr Seminar  1938 an einen „stilleren Ort“ verlegte, nach Kempfenhausen am Starnberger See. Doch auch dort wurde Elisabeth Hunaeus „zusehends von führenden Leuten der NSDAP, der NS-Verwaltung und seinem Repressionsapparat beschattet... Allein der Schulleiterin Sympathie für die Lehren Rudolf Steiners war den Braunhemden äußerst suspekt, wenngleich sie Mitglied der NS-Frauenschaft war und Briefe mit 'Heil Hitler' unterzeichnete“.
Elisabeth Hunaeus waren „Bewegungsspiele und Volkstänze, also der Zusammenklang von Musik, Gesang und Bewegung, kurz, die rhythmische Erziehung, zumindest genauso wichtig für die Ausbildung der Kindergärtnerinnen wie die theoretisch-wissenschaftlichen Ausbildungsfächer“ (Hunaeus 2017, S. 2001). Die von ihr gestalteten rhythmisch-musikalischen Aufführungen, ob in Hellerau, Boxdorf oder Kempfenhausen erfreuten sich großer Beliebtheit, weit über die Grenzen des Seminars hinaus. Beispielsweise  wurde O Mensch gib acht!, das aus der Musik- und Volkstanzarbeit am „Seminar für Frauenbildung“ in Kempfenhausen entstand, 1942 uraufgeführt und auch in München im Goethesaal der Christengemeinde mehrmals gespielt.
Elisabeth Hunaeus übergab das Seminar 1967 an den Zweckverband Bayerische Landschulheime, der die Bildungseinrichtung unter dem Namen Landschulheim Kempfenhausen weiterführte als Sozialwissenschaftliches Gymnasium für Mädchen und einer Fachschule für Sozialpädagogik; für einige Jahre gab es auch eine Realschule und eine Fachoberschule für Mädchen. 1973 wurde die „Fachschule für Sozialpädagogik“ zur Fachakademie für Sozialpädagogik umstrukturiert. Wegen fehlender Nachfrage an Ausbildungsplätzen stellte die Fachakademie 1989 ihren Betrieb ein.
Elisabeth Hunaeus, die ihre letzten Lebensmonate in einem Seniorenheim in Garmisch verbrachte, starb 1973 im Alter von 80 Jahren. Ihr Grab befindet sich auf den Friedhof von Aufkirchen.

## Nach Elisabeth Hunaeus Tod
Anlässlich 50 Jahre Fachakademie für Sozialpädagogik im Jahre  1988 wurde die Schulgründerin in Wort und Schrift gewürdigt. Seitlich am Haupteingang zum „Landschulheim Kempfenhausen“ wurde eine Tafel zur Erinnerung an Elisabeth Hunaeus angebracht. Am Abend des 13. Novembers 2017 fand in der Aula des Landschulheims die Buchvorstellung Elisabeth Hunaeus. Ein Leben für Bildung und Ausbildung junger Frauen statt.

## Werke
- O Mensch gib acht! Ein erbauliches Kalenderspiel in Liedern, Tänzen u. Umzügen, nebst Vorstellung etl. Stände, für 1 Tanzgruppe, Sprecher, gemischt und Männerchor, Solostimme und kleines Orchester; nach Josef Weinheber's Kalenderbuch „O Mensch, gib acht!“ und einigen ergänzenden Gedanken von Max F. Bevern; Spielidee von Elisabeth Hunaeus; Werk 19, Köln